# Piper paitense
Piper paitense är en pepparväxtart som beskrevs av Schlechter. Piper paitense ingår i släktet Piper och familjen pepparväxter. Inga underarter finns listade i Catalogue of Life.